# San Pietro Martire (Nápoly)
A San Pietro Martire templom Nápolyban, átellenben a Nápolyi Egyetemmel a Corso Umbertón.

## Története
A templom egyike az első Anjou építkezéseknek a városban. Építését 1294-ben kezdték II. Anjou Károly uralkodása idején. A templom és a Domonkos-rendi kolostor építése 1343-ban fejeződött be. A 15. és 16. században kibővítették.
Akárcsak a többi Anjou-kori építmény, a templom is számos átépítésen esett át, ezek közül az egyik legjelentősebb a 16. század elején történt, amikor a spanyoloké lett a Nápolyi Királyság. A belső udvart 1755-ben visszaállították eredeti formájára. A francia uralom alatt (19. század eleje) a kolostort bezárták , majd a 19. század elején, a Bourbon-restauráció után ismét megnyitották. A kolostort 1864-ben – az egyesült Olaszország megalakulásakor – zárták be véglegesen. A 20. század elején a nápolyi városkép megújításakor a környéket, beleértve a templomot és kolostort átalakították. A második világháború bombázásai során – a kikötő közelsége miatt – súlyos károkat szenvedett. Az 1953-as helyreállítás után a kolostort dohánygyárrá alakították. Később a teljes komplexumot átvette a Nápolyi Egyetem. A templom ma egyetemi kápolna, a kolostorépületben pedig tantermek vannak. Monostorában temették el Chiaromontei Izabella nápolyi királynét 1465-ben és a kisebbik lányát, Aragóniai Beatrixot 1508. szeptember 23-án.